# Donald Woods Winnicott
Donald Woods Winnicott (7. dubna 1896, Plymouth – 28. ledna 1971, Londýn) byl britský psychoanalytik a zakladatel směru psychoanalýzy, kterému se říká Britská škola (či teorie) objektních vztahů (spolu s Ronaldem Fairbairnem). Byl původně pediatrem, ale poté absolvoval kleiniánský psychoanalytický výcvik (u Jamese Stracheye a Joan Rivierové), což pro něj znamenalo přelom, byť se pediatrií zabýval do konce života.

## Vznik Nezávislé skupiny
Británie se stala klíčovou zemí ve vývoji psychoanalýzy proto, že sem emigroval v roce 1938 Sigmund Freud s dcerou Annou Freudovou, a ještě předtím se v Londýně usadila psychoanalytička Melanie Kleinová. Kolem Freudové se zformovala vlivná skupina (egopsychologové), kolem Kleinové skupina konkurenční (kleiniáni). Mezi nimi vládla velká řevnivost, která navázala na vídeňskou tradici (vídeňské intelektuální prostředí bylo proslulé polemičností, rétorickými šarvátkami a osobními útoky). Winnicott psal zpočátku z kleiniánských pozic, ale posléze se mu zprotivil silně polemický duch obou převládajících skupin, podobně jako dalším rodilým Britům. Nakonec Winnicott, Farbairn (ten byl Skot, proto se hovoří o britské, nikoli anglické škole) a John Bowlby opustili obě znepřátelené skupiny a prohlásili se za skupinu Nezávislých. Brzy se ukázalo, že je spojuje i společný pohled na psýchu, a že mnohem více než kleiniáni a egopsychologové akcentují roli rané výchovy při vzniku psychopatologie. Winnicotovy teorie se staly ve skupině Nezávislých vůdčí.

## Falešné Self
Winnicott se zaměřil na pacienty, kteří mají problém s identitou, nemají vymezeny hranice subjektivity a necítí, že existují. Prohlásil, že takoví pacienti mají tzv. falešné Self, a že příčina leží v interakcích mezi matkou a dítětem v nejranějších fázích vývoje, v prvních měsících života. Podle Winnicota matky takových pacientů nepředávaly dostatek lásky, špatně reagovaly a nedostatečně se přizpůsobovaly potřebám dítěte. Matka podle Winnicotta musí v prvních měsících života kojence zcela potlačit svou subjektivitu, musí disponovat tzv. "primárním mateřským zaujetím".
Dítě se povětšinou nachází v tzv. plynutí bytí (going-on-being) a občas se z něho vynoří tzv. spontánními gesty. Je důležité, aby matka dítě z plynutí bytí nevytrhávala ("umožnila mu být s ní – ale samotné") a ve chvíli spontánního gesta na toto gesto vstřícně reagovala, tedy potvrdila dítěti jeho omnipotentní iluzi, že ovládá svět a své prostředí přáním. Toto chování matky Winnicott nazývá "podpůrné prostředí" (holding environment). Jen v něm podle Winnicotta dítě uvěří, že existuje, a že cokoli má smysl. Vytvoří si ze spontánních gest a reakcí matky tzv. opravdové Self. Když reakce matky (prostředí) nejsou správné, dítě je přinuceno se začít světem předčasně zabývat a vytvoří pro komunikaci s ním tzv. falešné Self. Pokud skrze něj žije, nezbaví se nikdy pocitu prázdnoty, nereálnosti, ba neexistence.
Pocit existence a smyslu opravdového Self není vázán jen na iluzi omnipotence, ale i na vazbu mysli a těla (pudu). Ve Winnicottově teorii je pud a tělesnost klíčovým faktorem, ovšem jinak než u Freuda. Falešné Self znamená podle Winnicotta "odtržení mysli od jejích zdrojů v těle". Pocit existence je tak v podstatě pocitem, že mysl má svou plnost, kterou v praxi vytváří pudovost. Falešné Self je však pozůstatkem procesu, kdy mysl byla přinucena být abstraktní příliš brzy.

## Přechodový objekt
Asi nejznámějším Winnicottovým pojmem je tzv. přechodový objekt. Podle Winnicotta není a nesmí být přechod od iluze omnipotence k realistickému vnímání u dítěte náhlý. Mezi těmito dvěma fázemi je podle něj mezifáze tzv. přechodové zkušenosti, kterou by dobrá výchova měla podporovat. Typické je, že dítě si v této mezifázi zvolí nějakou hračku či věc, tzv. přechodový objekt, který pro něj získá zvláštní význam (nejčastěji jde o plyšovou figurku). Tento objekt se stane jakýmsi mostem mezi iluzivní všemocností a realističností. Dítě se k němu chová jako se chovalo k objektům v raných fázích (má nad ním úplnou moc), zároveň už ale ví, že jde jen o hračku, učí se pozvolna nezávaznosti, jež z toho plyne.
Tak jako Winnicott tvrdí, že raná omnipotence z psychického života nikdy úplně nezmizí a je utajeným jádrem pocitu životního smyslu, radosti a schopnosti lásky, i přechodovou zkušenost považuje za stále přítomnou ve zdravé mysli – u dospělých se vyjevuje formou hry, denního snění či umělecké tvorby. Zdravý jedinec je tak přirozeně kreativní. Blok v tvořivosti signalizuje problém s přechodovou fází – jedinec buď regreduje k neplodnému snění o "rozpouštění se", anebo vnímá realitu jako břemeno, kterého se nemůže zbavit, a které ho drtí a vysává.

## Winnicottova terapeutická metoda
Zdaleka nejvíce se Winnicott od původních Freudových východisek odchýlil ovšem v technice psychoterapie. Zcela zavrhl interpretaci přání a chování pacienta. Taková technika je u těžších poruch (psychóza, hraniční porucha osobnosti), jimiž se především zabýval, podle něj neúčinná. Podle Winnicotta se musí analytik postavit do pozice dostatečně dobré matky a nabídnout pacientovi podpůrné prostředí, které v dětství neměl. Je připraven plnit jeho emocionální potřeby a přizpůsobovat se mu. Tím podle Winnicotta může zažehnout u nemocného opravdové Self, skrze nějž začne pacient prožívat svůj život, pokud nové zkušenosti uvěří.